# آگنیشکا کروکوونا
آگنیشکا کروکووْنا (به لهستانی: Agnieszka Krukówna) بازیگر اهل لهستان است.
از فیلم‌ها و مجموعه‌های تلویزیونی که وی در آن‌ها نقش داشته‌است، می‌توان به اسکادران، مادام کاملیا، سنگ، زنجیره احساسات، دوران پیمان‌شکنی، با آتش و شمشیر (فیلم)، با آتش و شمشیر (مجموعه تلویزیونی)، زندگی برای زندگی: ماکسیمیلیان کلبه، فهرست شیندلر، در خیابان سپولنی و یانا اشاره نمود.